# Sport 2000
Sport 2000 es una empresa comercial en el ámbito del deporte de la recreación francesa creada en 1966. Hoy en día, posee tiendas en Europa y América del Sur.

## Historia
Sport2000 comenzó sus actividades en 1969. A lo largo del tiempo estuvo dedicada a diferentes rubros deportivos: tenis, golf, esquí, fútbol, básquet, etc. Ya sea en fabricación como en importación. A partir del año 1985, la empresa se dedica a la confección de indumentaria para fútbol, tanto para su marca como para terceros. Desde el año 2000, toda la producción se realiza bajo sus marcas Sport 2000 y SDM.

## Cronología
- 1966: 36 minoristas fundan Sport 2000. Entre ellos, tres grandes nombres del fútbol francés: Pierre Batteux, Just Fontaine y Jean Djorkaeff.
- 1982: La Red de Deportes de Montaña es creada en 2000 con los primeros cinco miembros.
- 1994-1998: Sport 2000 comienza su expansión internacional.
- 2001: Modo Sport concepto se convierte en el motor de la marca en Francia.
- 2003: Creación de la marca S2.
- 2006: Creación de la señal Mondovélo.
- 2008: Adquisición de Space Mountain y la creación de la marca Ski-Way.

## Sport 2000 Internacional

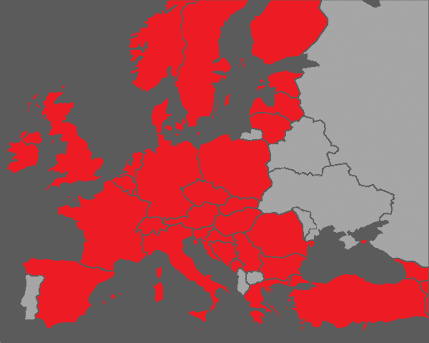
En rojo, países europeos en donde Sport 2000 posee al menos una tienda.

Sport 2000 International fue fundada en 1988 en Suiza como el Equipo Internacional de oro. Desde 1999, la sede de la compañía se encuentra en Alemania. Desde entonces, el grupo ha registrado un crecimiento constante y actualmente cuenta con oficinas en 25 países y más de 3.800 tiendas de deportes independientes bajo el nombre de SPORT International GmbH 2000, combinados.

### Alemania
Bajo la marca Sport 2000 existen diversos tipos de explotación, además de la tradicional línea completa tienda de deportes. En Alemania se encuentra una unidad separada de la organización, incluyendo GmbH profesional con 80 especialistas. Además, el funcionamiento LEX expertos GmbH & Co. KG, con 68 tiendas funcionando en la organización.
Sport 2000 Alemania GmbH posee servicios para los concesionarios afiliados en diferentes áreas. Núcleo del servicio es el suministro de bienes. Estas incluyen la creación de programas de productos y el centro de la negociación de condiciones de compra con los proveedores de la industria de artículos deportivos. Sport 2000 es el proveedor de bienes de cinco marcas importantes del país como Colorado (descubierta), York (ropa deportiva), Stuf (estilo de vida deportivo), V3Tec (Sportswear y equipo) y Juego de Poder (deportes de equipo).

### Argentina
Estando conectados con la sede central de Sport 2000 ubicada en Francia, realiza desde 1974 exportaciones de raquetas de tenis, grips para raquetas y guantes de arquero, siendo todos estos productos de fabricación nacional. En 1985 inicia la fabricación de indumentaria de fútbol en la fábrica ubicada en la localidad de Ituzaingó, Buenos Aires, vistiendo a varios clubes del fútbol argentino.